# Ustymiwka (hromada Hłobyne)
Ustymiwka (ukr. Устимівка) – wieś na Ukrainie, w obwodzie połtawskim, w rejonie krzemieńczuckim. W 2001 liczyła 772 mieszkańców, spośród których 738 wskazało jako ojczysty język ukraiński, 31 rosyjski, a 2 inny.